# Gadzhi Gadzhiyev
Gadzhi Gadzhiyev (nacido el 28 de octubre de 1945) es un exfutbolista ruso y entrenador.
Dirigió en equipos como el FC Dynamo Majachkalá, Neftchi Baku PFK, FK Anzhí Majachkalá, Sanfrecce Hiroshima, PFC Krylia Sovetov Samara, FC Saturn Rámenskoye y FC Amkar Perm.

## Clubes

### Como futbolista
| Club               | País            | Año  |
| ------------------ | --------------- | ---- |
| Spartak Leningrado | Unión Soviética | 1964 |

### Como entrenador
| Club                      | País            | Año         |
| ------------------------- | --------------- | ----------- |
| FC Dynamo Majachkalá      | Unión Soviética | 1973 - 1975 |
| Neftchi Baku PFK          | Azerbaiyán      | 1983 - 1985 |
| FK Anzhí Majachkalá       | Rusia           | 1999 - 2001 |
| Sanfrecce Hiroshima       | Japón           | 2002        |
| FK Anzhí Majachkalá       | Rusia           | 2002 - 2003 |
| FK Anzhí Majachkalá       | Rusia           | 2003        |
| PFC Krylia Sovetov Samara | Rusia           | 2003 - 2006 |
| FC Saturn Rámenskoye      | Rusia           | 2007 - 2008 |
| FK Anzhí Majachkalá       | Rusia           | 2010 - 2011 |
| FC Volga Nizhni Nóvgorod  | Rusia           | 2012 - 2013 |
| PFC Krylia Sovetov Samara | Rusia           | 2013        |
| FK Anzhí Majachkalá       | Rusia           | 2013 - 2014 |
| FC Amkar Perm             | Rusia           | 2015 - 2018 |